# Friedhof Lichterfelde

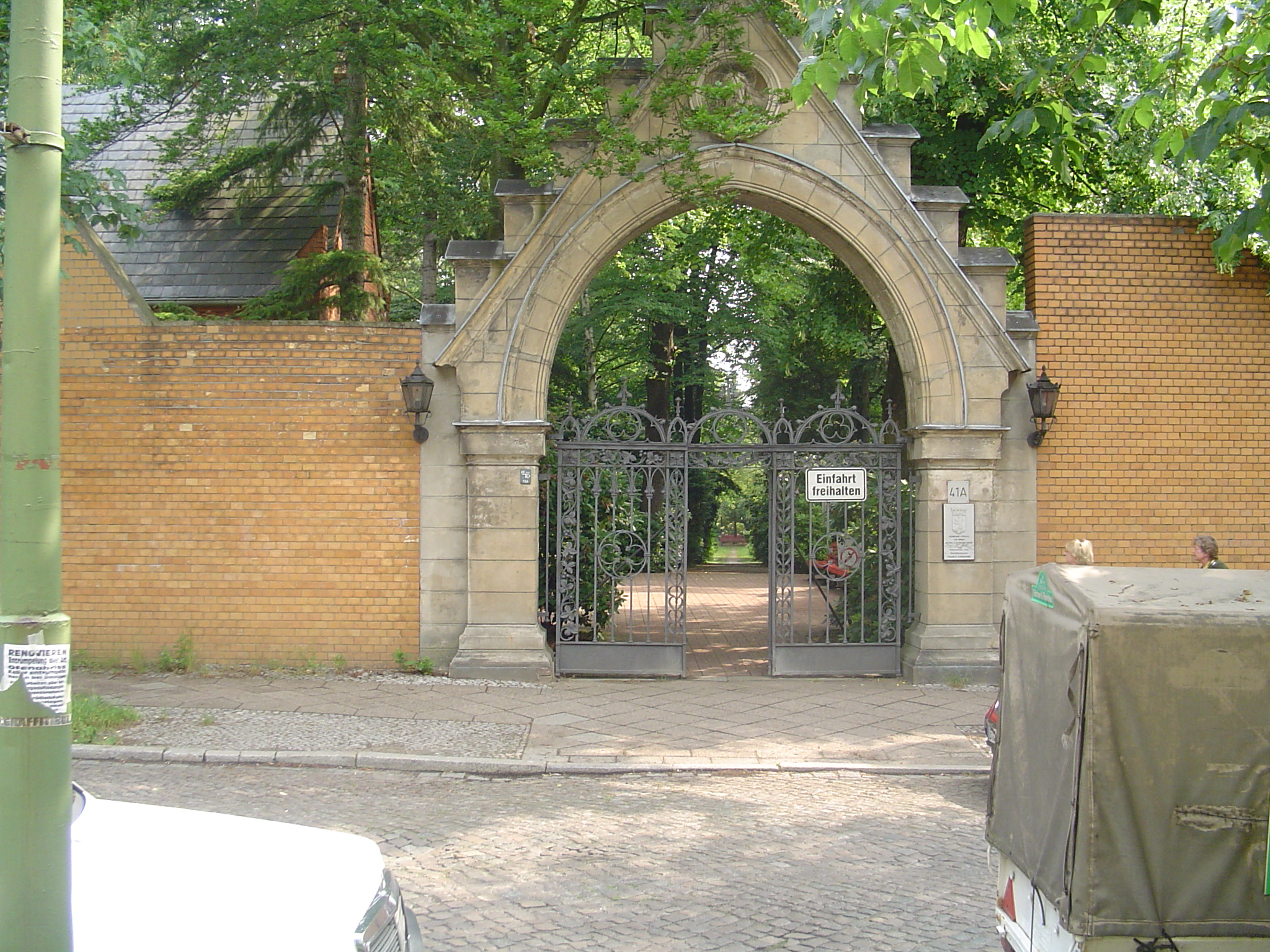
Eingangstor in der Moltkestraße

Der landeseigene Friedhof Lichterfelde (ehemals Alter Friedhof Lichterfelde-West) im Berliner Ortsteil Lichterfelde (Ortslage Lichterfelde-West) liegt in der Moltkestraße 42 zwischen dem Augustaplatz und dem Gardeschützenweg. Er wurde im Jahr 1876 angelegt für die von dem Hamburger Unternehmer Johann Anton Wilhelm von Carstenn gegründete Villenkolonie Lichterfelde-West. Daher wurde der Friedhof von vornherein als repräsentative Gesamtanlage geplant.
Damals befand sich der Friedhof noch weit vor den Toren Berlins. Lichterfelde wurde 1920 nach Groß-Berlin eingemeindet. Auf diesem Friedhof befinden sich drei Ehrengräber der Stadt Berlin.
Der Friedhof bietet Bestattungsmöglichkeiten wie Erdwahlgrabstätten, Erdreihengrabstätten, Urnenwahlgrabstätten, Urnengemeinschaftsgrabstätten, Familiengrabstätten oder Ruhegemeinschaft.

## Gräber bekannter Persönlichkeiten
- Marie Luise Becker (1871–1960), Schriftstellerin
- Traugott Buhre (1929–2009), Schauspieler
- Eduard Dietrich (1860–1947), Arzt für Orthopädie, Geschäftsführender Vorsitzender der Deutschen Vereinigung für Krüppelfürsorge bei ihrer Gründung 1907 in Berlin (Ehrengrab)
- Wolfgang Kirchbach (1857–1906), Schriftsteller (Friedrichshagener Dichterkreis, Bronzebüste von Meyer-Pyritz)
- Gustaf Kossinna (1858–1931), Vorgeschichtsforscher, Begründer der siedlungsarchäologischen Methode
- Arthur Krause (1851–1920) und Aurel Krause (1848–1908), Forschungsreisende. Gräber nicht mehr vorhanden[1]
- Karl Löb (1910–1983), Kameramann
- Monika Medick-Krakau (1946–2011), Politikwissenschaftlerin
- Clementine von Schuch (1921–2014), Konzert- und Opernsängerin
- Heinrich Seidel (1842–1906), Schriftsteller und Ingenieur (Ehrengrab)
- Willfried Spohn (1944–2012), Soziologe
- Wilhelm Stoeltzner (1872–1954), Hochschullehrer für Kinderheilkunde
- Joachim Tiburtius (1889–1967), Hochschullehrer und Politiker, Senator für Volksbildung in Berlin von 1951 bis 1963 (Ehrengrab)
- Albert Tschautsch (1843–1922), Genremaler (Grab eingeebnet)
- Hans Würzburg (1904–1983), Rechtsanwalt, Notar und Politiker

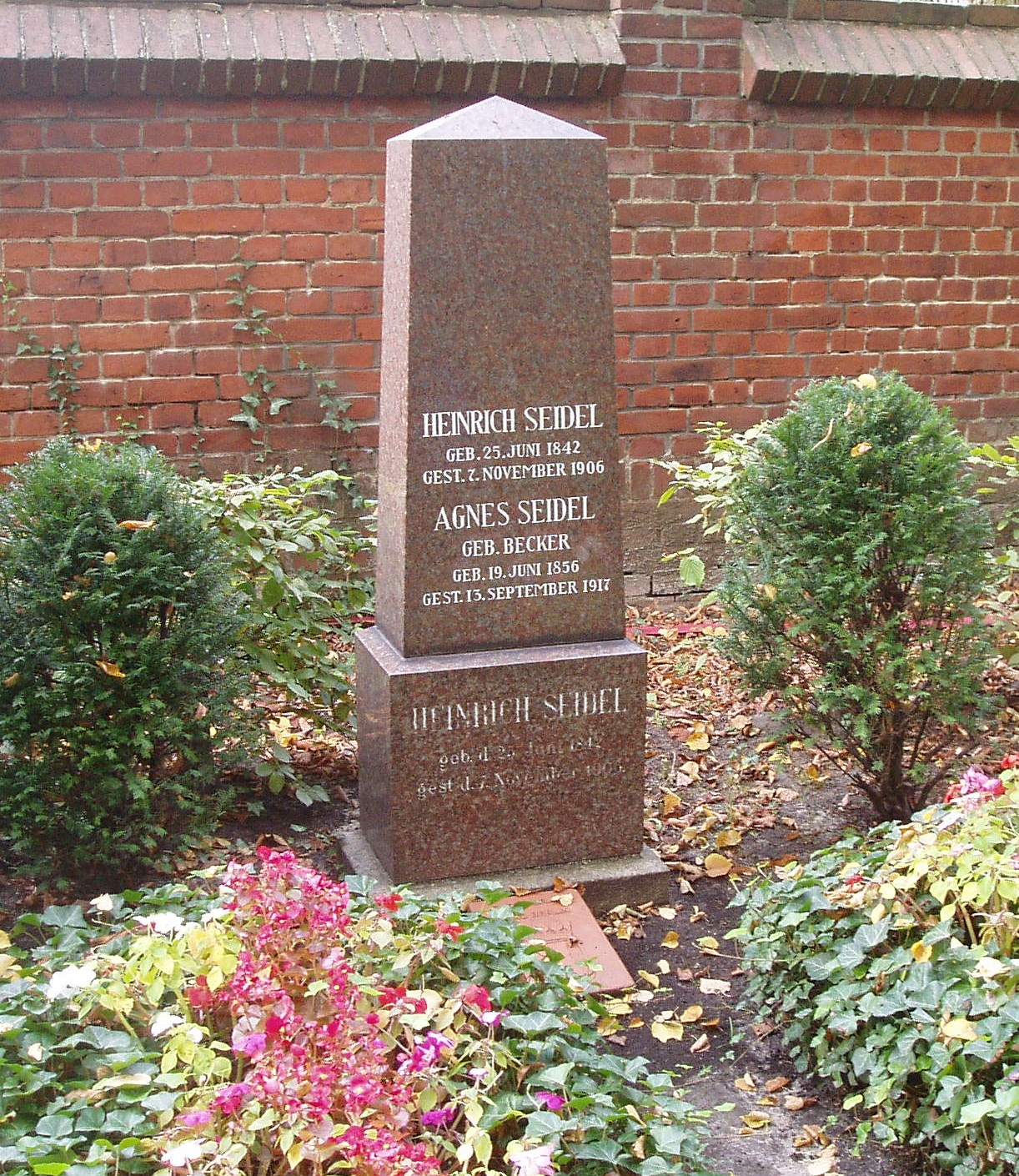
Heinrich Seidel (1842–1906), Ehrengrab
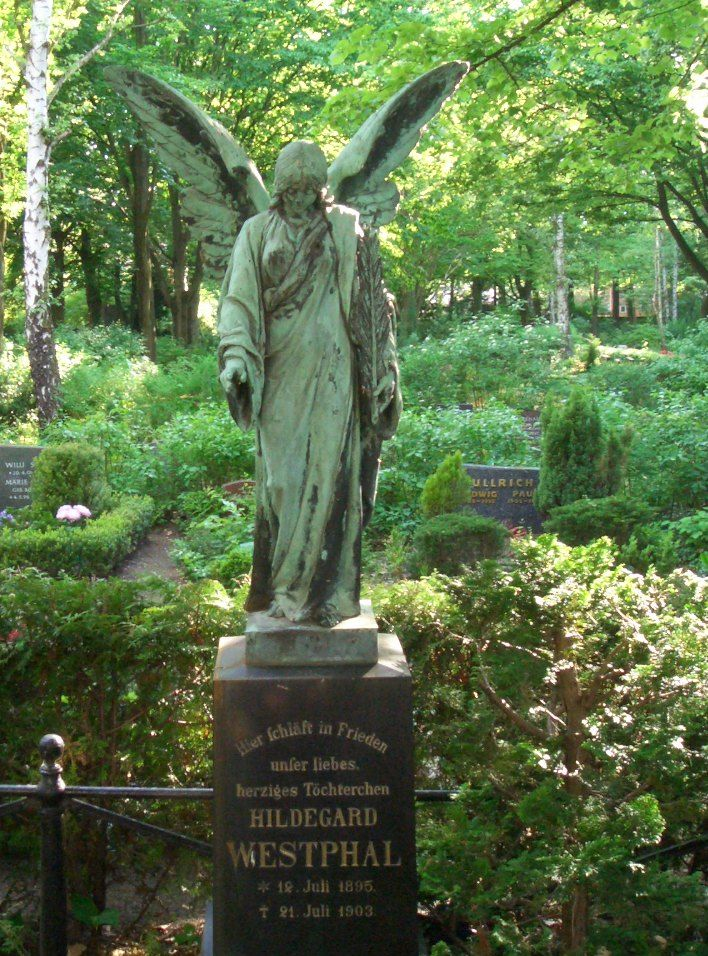
Kindergrab mit einem Engel von Adolf Lehnert
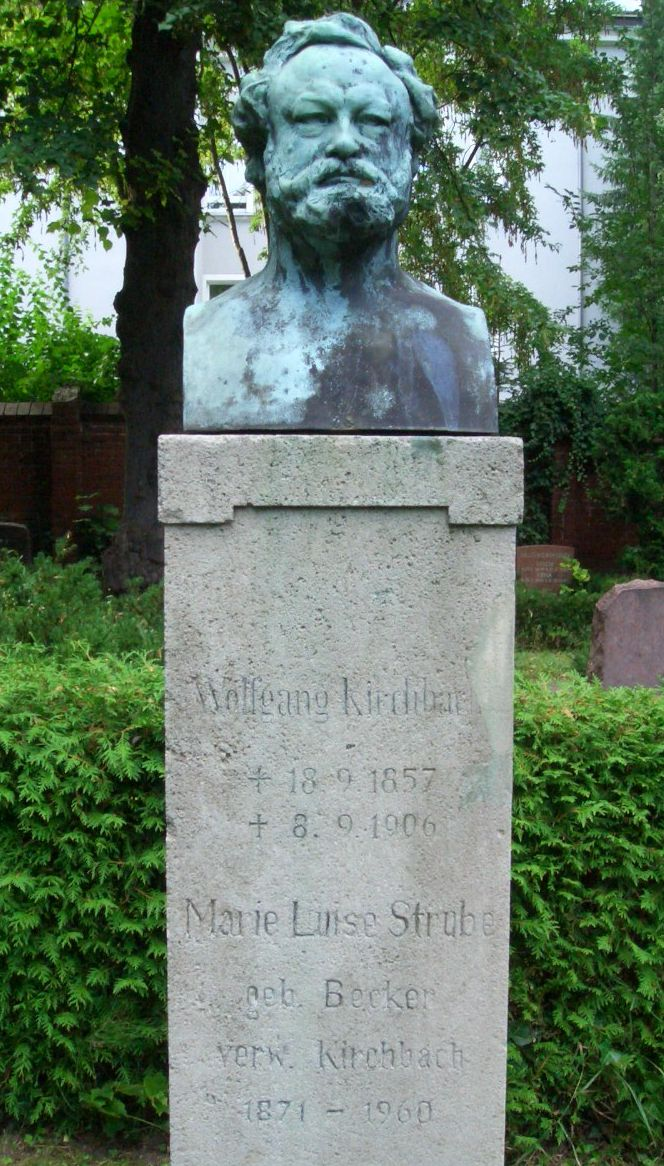
Wolfgang Kirchbach (1857–1906) und Marie Luise Becker (1871–1960) Büste signiert: Meyer-Pyritz

## Sonstiges
Durch die Verkürzung des traditionellen Namens Alter Friedhof Lichterfelde-West zu Friedhof Lichterfelde in den 1970ern könnten sich Verwechslungen ergeben:
- Der Alte Friedhof Lichterfelde-Ost, Langestraße 7, heißt heute Friedhof Lankwitz.
- Außerdem gibt es noch den Parkfriedhof Lichterfelde in der Thuner Straße (der größte von diesen Dreien), ebenfalls in der Ortslage Lichterfelde West gelegen.